# Cathaemacta loxomochla
Cathaemacta loxomochla là một loài bướm đêm trong họ Geometridae.